# Georges Géo-Gérald
Georges Emmanuel Léonard dit Géo Gérald, né le 1er septembre 1868 à Aixe-sur-Vienne (Haute-Vienne)  et mort le 2 août 1939 à Condéon (Charente), est un homme politique français.

## Biographie
Avocat, il fut chef adjoint du cabinet du président de la Chambre des Députés (1898-1900). Il est conseiller municipal de Condéon, conseiller général et député de la Charente de 1901 à 1910 dans l'arrondissement de Barbezieux, puis après sa défaite contre Jean Hennessy, dans la deuxième circonscription d'Angoulême de 1911 à 1924. Il siège d'abord à l'Union démocratique, puis à la Gauche démocratique et enfin au groupe des Républicains de gauche. 
En 1920, il proposa une loi visant à taxer les changements de patronymes, estimant que "les changements de nom, la plupart du temps, ont pour but, soit de cacher une personnalité douteuse et de permettre à cette dernière de bénéficier d'avantages qui pourraient lui en être discutés si elle apparaissait sous son nom véritable ; soit de dissimuler des origines étrangères, que tout le monde a intérêt à connaître." et qu'il était "inadmissible que, dans un État organisé, chaque individu n'apparaisse pas sous son vrai nom."
Géo Gérald fut nommé en 1904 Commissaire Général de la République française à l'Exposition Universelle de Saint-Louis. Vice-président de l'ONCE (Office National du Commerce Extérieur) de 1920 à 1924. Membre de l'Ambassade spéciale du Gouvernement au Centenaire de l'Indépendance du Brésil (1922). Collaborateur de divers journaux (Le Matin, Le Journal, L'Evénement, La France, La Revue politique et parlementaire, etc.). Avocat au barreau de Paris de 1909 à 1929. Chevalier puis officier de la Légion d'honneur.

## Sources
- « Georges Géo-Gérald », dans le Dictionnaire des parlementaires français (1889-1940), sous la direction de Jean Jolly, PUF, 1960 [détail de l’édition]